# Nelson Marquezelli
Nelson Marquezelli GOMM (Pirassununga, 29 de outubro de 1941) é um advogado e político brasileiro filiado ao Partido Trabalhista Brasileiro (PTB). Por São Paulo, foi deputado federal durante sete mandatos. É um dos maiores exportadores de suco de laranja do país.

## Carreira política
Filiado ao Partido Social Democrático (PSD), elegeu-se em 1962 vereador de sua cidade natal Pirassununga. Integrou também a Aliança Renovadora Nacional (ARENA) e, com o fim dessa, o Partido Democrático Social (PDS). Em 1990 eleger-se-ia deputado federal pelo PTB. Em 1992 foi líder do partido na Câmara dos Deputados. Foi presidente da Comissão da Agricultura, Pecuária, Abastecimento e Desenvolvimento Rural na Câmara.
Admitido à Ordem do Mérito Militar em 1993 no grau de Comendador especial pelo presidente Itamar Franco, Marquezelli foi promovido em 2002 ao grau de Grande-Oficial por Fernando Henrique Cardoso.

### Atividade parlamentar
Marquezelli foi o responsável pela elaboração do projeto de reajuste de mais de 60% nos próprios salários dos parlamentares, alegando que assim os parlamentares não precisariam mais "fazer bico". Além disso, defendeu no Congresso os interesses dos criadores de pássaros, conhecidos como "passarinheiros". No que tange a querela a respeito das reformas no Código Florestal, Nelson Marquezelli votou favoravelmente às mudanças propostas pelo deputado Paulo Piau (então PMDB-MG), que dentre outros fatores libera crédito agrícola para quem desmatou, torna vulneráveis áreas em torno de nascentes de rios e a anistia a desmatamentos em topos de morro e manguezais.
Foi eleito deputado federal em 2014, para a 55.ª legislatura (2015-2019), pelo PTB. Votou a favor do Processo de impeachment de Dilma Rousseff. Já durante o Governo Michel Temer, votou a favor da PEC do Teto dos Gastos Públicos. Em abril de 2017 foi favorável à Reforma Trabalhista.  Em agosto de 2017 votou contra o processo em que se pedia abertura de investigação do então presidente Michel Temer, ajudando a arquivar a denúncia do Ministério Público Federal. Na sessão do dia 25 de outubro de 2017, o deputado, mais uma vez, votou contra o prosseguimento da investigação do então presidente Michel Temer, acusado pelos crimes de obstrução de Justiça e organização criminosa. O resultado da votação livrou o Michel Temer de uma investigação por parte do Supremo Tribunal Federal (STF).

### Posições políticas
O parlamentar defende a redução da maioridade penal, a legalização dos jogos de azar e já propôs, enquanto presidente da Comissão de Trabalho da Câmara, uma alternativa à CLT, com intuito de flexibilizar o trabalho no país.

## Controvérsias

### Quem não tem dinheiro não faz universidade
O deputado federal Nelson Marquezelli (PTB-SP) afirmou no dia 10/10/2016, pouco antes da votação da PEC 241 que "quem não tem dinheiro não faz universidade". A declaração, que foi durante uma entrevista nos corredores do congresso, foi motivo de discussão nas redes sociais. Nelson repetiu diversas vezes que, "quem não tem dinheiro não faz universidade". Em seguida ele concluiu, "os meus filhos tem e vão fazer".  A PEC 241, com intuito de reduzir os gastos públicos, limitará os gastos com a educação em um período de 20 anos.

### Fraude na merenda escolar de São Paulo
Em fevereiro de 2016 foi citado pelo lobista Marcel Ferrreira Júlio, que extorquia fornecedores de merendas para escolas públicas de São Paulo.  Além de Marquezelli, também foram apontados como participantes no esquema o deputado federal Baleia Rossi (PMDB), além dos deputados estaduais Fernando Capez (PSDB) e Luiz Carlos Godim (SD). Uma distribuidora de bebidas de sua propriedade foi apontada como destino da propina recolhida pela quadrilha que agia em pelo menos 22 municípios.